# حاجی‌آباد (کرج)
حاجی‌آباد یکی از قدیمی‌ترین محله‌های  کرج می‌باشد. گویش مردم بومی حاجی‌آباد به صورت محلی کرجی است. شغل مردم این محل کشاورزی و دامداری بوده‌است که با گسترش شهر کرج و مهاجرت بسیاری از شهرهای دیگر و همچنین از بین رفتن بافت روستایی دیگر کشاورزی و دامداری در آن وجود ندارد.
حاجی‌آباد از جنوب به جهانشهر از شمال به شهرک شهید مطهری از غرب به گوهردشت و از شرق به تقاطع غیر همسطح آزادگان متصل می‌شود.

## اماکن
- مسجد جامع حاجی‌آباد یکی از قدیمی‌ترین مسجدهای شهر کرج می‌باشد که چندین بار مورد بازسازی کلی قرار گرفته‌است.
- استانداری البرز در جنوب این محل قرار دارد.
- سالن ورزشی سیدالشهداء
- مدرسه راهنمایی دخترانه کوثر
- گلزار شهدای حاجی‌آباد[۱]

## پیشینه
حاجی‌آباد در گذشته از املاک خالصه (دولتی) بود و از سال ۱۳۱۰ به مدت پانزده سال برای کشت چغندر به «مؤسسه قند سازى کرج» واگذار شد. 